# Dionysia odora
Dionysia odora är en viveväxtart som beskrevs av Edward Fenzl. Dionysia odora ingår i dionysosvivesläktet som ingår i familjen viveväxter. Inga underarter finns listade i Catalogue of Life.

## Bilder

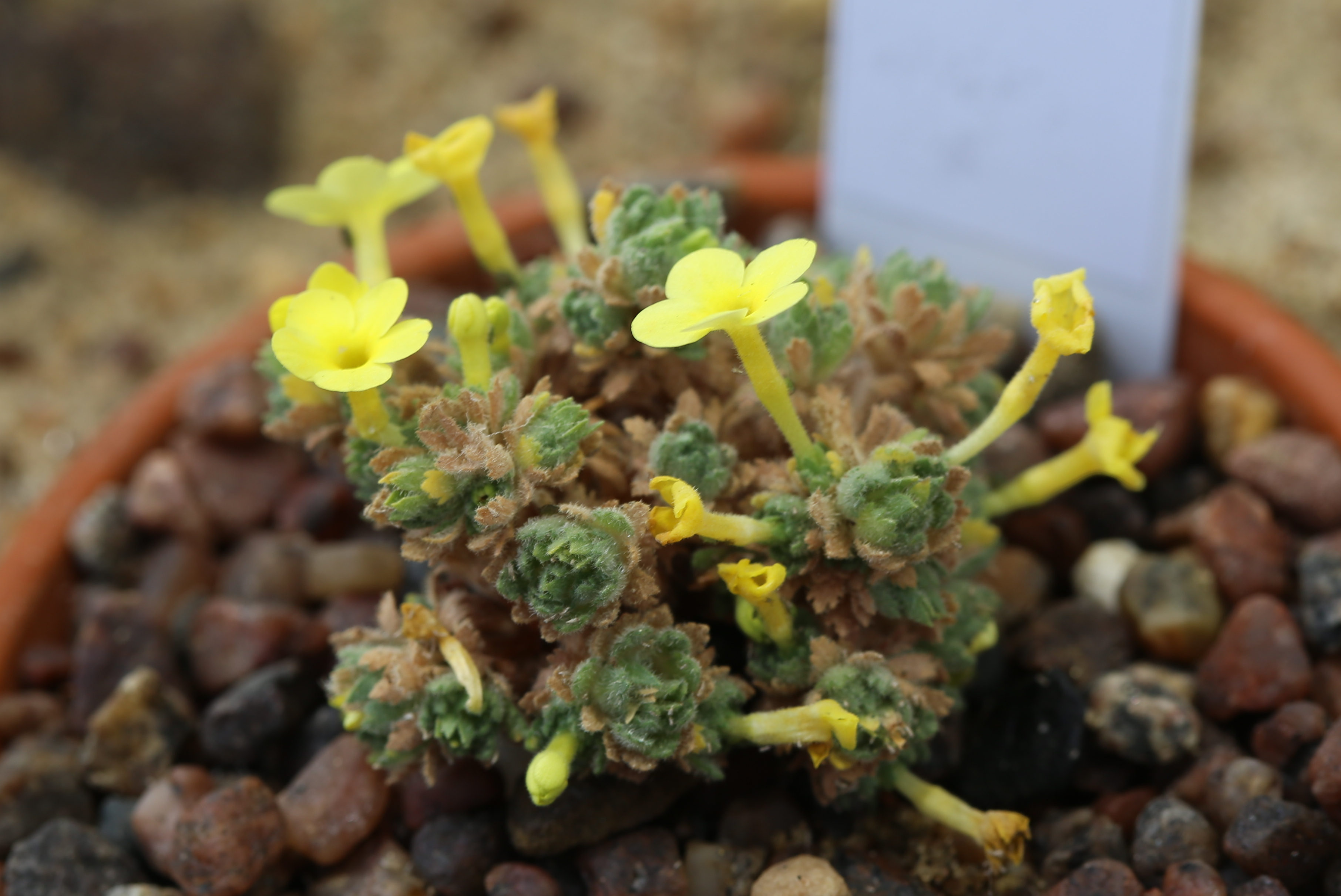